# Киндердајк
Киндердајк (хол. Kinderdijk) село је у холандској провинцији Јужна Холандија, у општини Лекерланд, удаљеног око 15 км од града Ротердама. Смештено је на полдеру изграђеном на сливу двеју реке, Лек и Норд.

## Име
Име ”Киндердајк“ на холандском језику значи ”дечје језеро“, а потиче након велике поплаве 1421. када је на том месту пронађена колевка коју је мачка одржавала на води, а у којој је било дете које је једино преживело поплаву. Ова локална легенда је преживела у енглеској причи ”Мачка и колевка“.

## Историја
У Албласерварду проблеми са водом постају све очигледнији у 13. веку. Тада су ископани велики канали (хол. weteringen) како би се путем њих ослободили од вишка воде у полдерима. Међутим, дренажно тло је почело да клизи док је ниво воде у реци порасао због таложења песка. Након неколико векова били су потребни додатни начини за одржавање полдера сувим. Одлучено је да се изгради низ ветрењача са ограниченим капацитетом које су премостила разлику нивоа воде. Како би се исушио полдер Албласервард око 1740. изграђен је систем од 19 ветрењачи које су испумпавале воду из канала, преко бране натраг у резервоар који се испуштао у реку. И дан данас то је највећа концентрација традиционалних ветрењача у Холандији, и тиме у свету, те једно од најпознатијих туристичких атракција у Холандији. Због тога је Киндердајк уписан на УНЕСКО-в списак места Светске баштине у Европи 1997. године.
Иако се неке ветрењаче још увек користе, највише воде црпе две бензинске пумпе у близини једног од улаза у локалитет ветрењача.

## Галерија
- Ветрењаче Киндердајка
- Канал Киндердијка
- Један од домова у Киндердајку
- Киндердајк у предвечерје